# Lista de distritos de Governador Valadares

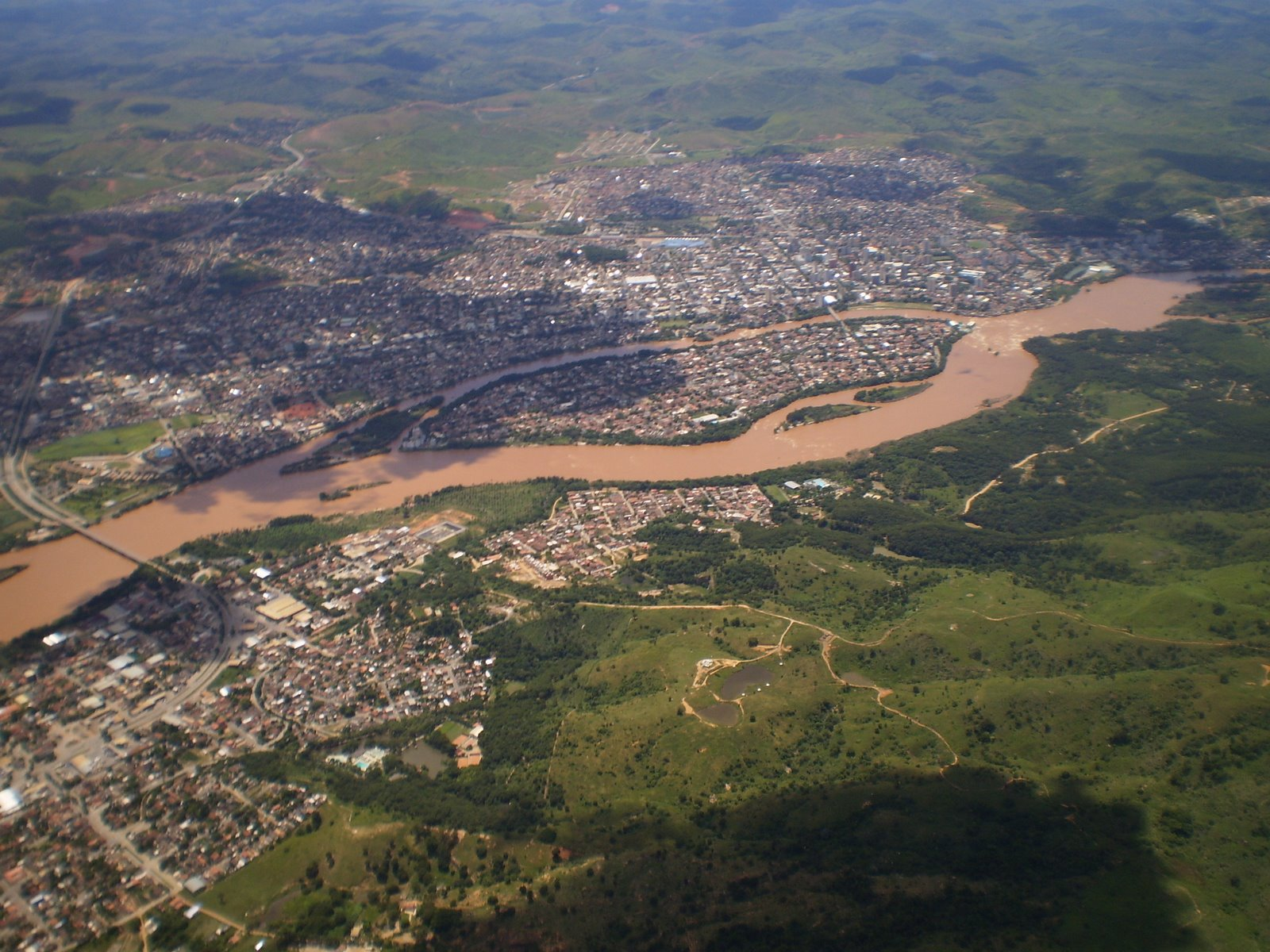
Vista parcial do distrito-sede de Governador Valadares, cortado pelo rio Doce.

Essa é a lista de distritos de Governador Valadares, que são uma divisão oficial do município brasileiro supracitado, localizado no interior do estado de Minas Gerais. As subdivisões estão de acordo com a Fundação João Pinheiro (FJP), em associação com dados dos censos demográficos realizados pelo Instituto Brasileiro de Geografia e Estatística (IBGE). O distrito-sede, que é onde se encontram muitos dos bairros de Governador Valadares e o centro da cidade, foi criado pela lei provincial nº 3.098 de 23 de setembro de 1884, então denominado Santo Antônio da Figueira e pertencente a Peçanha.
A emancipação de Governador Valadares ocorreu pelo decreto-lei estadual nº 31 de dezembro de 1937. Desde então, ocorreram a criação e desmembramento de diversos distritos do município, sendo que as últimas emancipações foram de Alpercata e Vila Matias (atual Mathias Lobato), desmembrados em 30 de dezembro de 1962. De acordo com a Fundação João Pinheiro, restavam 17 distritos em 2024, sendo que o distrito-sede era o mais populoso segundo o IBGE em 2022, contando com 243 291 habitantes, seguido por Vila Nova Floresta, com 2 077 moradores.

## Distritos de Governador Valadares
| Distrito                             | Código IBGE | Área (km²) | Habitantes (2022) | Domicílios particulares (2022) | Data de criação        |                      |           |       |     |    |                        |
| ------------------------------------ | ----------- | ---------- | ----------------- | ------------------------------ | ---------------------- | -------------------- | --------- | ----- | --- | -- | ---------------------- |
| Distrito                             | Código IBGE | Área (km²) | Habitantes (2022) | Domicílios particulares (2022) | Data de criação        | Alto de Santa Helena | 312770110 | 78,22 | 225 | 90 | 12 de dezembro de 1953 |
| Baguari                              | 312770115   | 90,20      | 1 641             | 595                            | 12 de dezembro de 1953 |                      |           |       |     |    |                        |
| Brejaubinha                          | 312770120   | 59,09      | 579               | 234                            | 31 de dezembro de 1937 |                      |           |       |     |    |                        |
| Chonin                               | 312770125   | 170,77     | 1 417             | 575                            | 7 de setembro de 1923  |                      |           |       |     |    |                        |
| Chonin de Baixo                      | 312770128   | 84,80      | 1 129             | 427                            | 14 de setembro de 1993 |                      |           |       |     |    |                        |
| Córrego dos Melquíades               | 312770160   | 50,79      | 518               | 202                            | 8 de dezembro de 2020  |                      |           |       |     |    |                        |
| Córregos do Bernardo                 | 312770165   | 61,16      | 666               | 258                            | 8 de dezembro de 2020  |                      |           |       |     |    |                        |
| Derribadinha                         | 312770130   | 96,07      | 192               | 79                             | 12 de dezembro de 1953 |                      |           |       |     |    |                        |
| Goiabal                              | 312770140   | 75,87      | 1 005             | 378                            | 9 de agosto de 1993    |                      |           |       |     |    |                        |
| Governador Valadares (distrito-sede) | 312770105   | 676,95     | 243 291           | 92 850                         | -                      |                      |           |       |     |    |                        |
| Penha do Cassiano                    | 312770135   | 139,51     | 830               | 331                            | 12 de dezembro de 1953 |                      |           |       |     |    |                        |
| Porto das Cachoeiras                 | 312770170   | 61,28      | 394               | 145                            | 8 de dezembro de 2020  |                      |           |       |     |    |                        |
| Santo Antônio do Pontal              | 312770137   | 151,97     | 1 649             | 608                            | 9 de agosto de 1993    |                      |           |       |     |    |                        |
| São José do Itapinoã                 | 312770142   | 60,84      | 285               | 112                            | 28 de setembro de 1993 |                      |           |       |     |    |                        |
| São Vítor                            | 312770145   | 259,72     | 912               | 362                            | 12 de dezembro de 1953 |                      |           |       |     |    |                        |
| Vila Nova Brasília                   | 312770175   | 148,27     | 361               | 136                            | 8 de dezembro de 2020  |                      |           |       |     |    |                        |
| Vila Nova Floresta                   | 312770155   | 83,39      | 2 077             | 382                            | 5 de agosto de 1993    |                      |           |       |     |    |                        |